# 比尔·莱瑟姆
比尔·莱瑟姆（英語：Bill Latham，1989年10月29日—），澳大利亚男子篮球运动员。他曾代表澳大利亚参加2012年、2016年和2020年夏季残疾人奥林匹克运动会轮椅篮球比赛，其中2012年夏季残奥会获得一枚银牌。